# برايان جيمس (لاعب كرة قدم)
برايان جيمس (بالإنجليزية: Brian James)‏ (25 أكتوبر 1993 ببوكا راتون في الولايات المتحدة - ) هو لاعب كرة قدم أمريكي في مركز الوسط.

## وصلات خارجية
- برايان جيمس (لاعب كرة قدم) على موقع الدوري الأمريكي (الإنجليزية)
- برايان جيمس (لاعب كرة قدم) على موقع قاعدة بيانات كرة القدم.إي يو (الإنجليزية)